# ビジネスアナリシス知識体系ガイド
『ビジネスアナリシス知識体系ガイド 』（原題: BABOK: A Guide to the Business Analysis Body of Knowledge）は、ビジネスアナリシス(Business Analysis(en))の知識体系をまとめたものである。カナダのトロントに本拠を置くNPO法人International Institute of Business Analysis（IIBA）が発行している。BABOKは「ビーエーボック」あるいは「バボック」と読む。

## 概要
BABOK2.0では、ビジネスアナリシス（BA）を、ビジネスニーズや業務に関わるステークホルダーにとって、組織の目的や目標を達成するために的確な解決策を導き出すための必要なタスクとテクニックの集まりであり、組織の構造、戦略、活動を理解し、組織のゴール達成を可能にする解決策を推奨するために使用される、としている。上流工程での失敗を防ぐためのプロセスをまとめたものではない。以下にBABOK2.0日本語版の章立てと記述概要を示す。
第1章 序論
　BABOK2.0の目的と概念、ガイドの構成、要求などの主な用語の定義について
第2章 ビジネスアナリシスの計画と監視

　ステークホルダー分析、BAとそのコミュニケーションの計画、監視について
第3章 引き出し

　要求を引出すための準備と実行、引きだした要求の文書化と評価について
第4章 要求管理とコミュニケーション

　要求と解決策の管理、及びステークホルダーへの伝達、合意形成について
第5章 エンタープライズ・アナリシス

　組織のビジネス要求分析と定義、その解決策のスコープについて
第6章 要求分析

　引き出した要求の分析、評価と要求の妥当性の確認について
第7章 ソリューションの評価と妥当性確認

　解決策がビジネス要求を満たすことの確認、解決策の実装推進について
第8章 基礎コンピテンシー
　BAに必要なスキルや能力を定義しており、7つ目の知識エリアと位置づけられている。
第9章 テクニック
　各章で参照するテクニックの概要について

## 歴史
IIBAは、2003年10月に設立、2006年にはカナダで非営利活動法人に認定され、本拠地をカナダのトロントに定めた。100以上の支部を国際的に展開し、会員数は26,000名を超える。BABOK初版は2005年1月に発行され、2005年10月に1,4版、2008年10月に1.6版、後継版として2009年2.0版が発行された。それから、6年を経て、2015年4月15日に最新の3.0版が発行された。

日本では世界初の翻訳版として2009年12月にIIBA日本支部からBABOK2.0日本語版が出版され、2015年11月にはBABOK3.0日本語翻訳版も発行された。IIBA日本支部のWebサイトから購入できる。IIBA日本支部は、2008年12月に設立され、2015年11月末時点で192名の会員がいる。
| 2003.10 | IIBA設立               |
| 2005.10 | BABOK1.4発行           |
| 2006.06 | BABOK1.6ドラフト版発行 |
| 2008.10 | BABOK1.6発行           |
| 2008.12 | IIBA日本支部設立       |
| 2009.03 | BABOK2.0発行           |
| 2009.12 | BABOK2.0日本語版発行   |
| 2015.04 | BABOK3.0発行           |
| 2015.11 | BABOK3.0日本語版発行   |

## 知識エリア
BABOK2.0には2章から7章までの6つの知識エリアに32のタスク、8章の基礎コンピテンシに6つのタスクがある。 各知識エリアは相互に関連するが、各タスク実行の順序や手法についてBABOK2.0では規定していない。タスクとテクニックで構成され、プロセスを規定するものではないためである。

また、9章には34のテクニックが概説されている。
| 知識エリア                                     | タスク |
| ---------------------------------------------- | --- |
| 第2章 ビジネスアナリシスの計画とモニタリング   | 2.1 ビジネスアナリシスのアプローチを計画する 2.2 ステークホルダの分析を主導する 2.3 ビジネスアナリシスのアクティビティを計画する 2.4 ビジネスアナリシスのコミュニケーションを計画 2.5 要求マネジメントプロセスを計画する 2.6 ビジネスアナリシスのパフォーマンスをマネジメントする |
| 第3章 引き出し                                 | 3.1 引出しを準備する 3.2 引出しのアクティビティを主導する 3.3 引出しの結果を文書化する 3.4 引出しの結果を確認する |
| 第4章 要求のマネジメントとコミュニケーション   | 4.1 ソリューションスコープと要求をマネジメントする 4.2 要求のトレーサビリティをマネジメントする 4.3再利用に備えて要求を保守する 4.4 要求パッケージを準備する 4.5 要求を伝達する                                                                                                   |
| 第5章 エンタープライズ・アナリシス             | 5.1 ビジネスニーズを定義する 5.2 能力ギャップをアセスメントする 5.3 ソリューションアプローチを決定する 5.4 ソリューションのスコープを決定する 5.5 ビジネスケースを定義する |
| 第6章 要求アナリシス                           | 6.1 要求に優先順位を付ける 6.2 要求を体系化する 6.3 要求の仕様化とモデリングを行う 6.4 前提条件と制約条件を定義する 6.5 要求を検証する 6.6 要求を妥当性確認する |
| 第7章 ソリューションのアセスメントと妥当性確認 | 7.1 提案ソリューションをアセスメントする 7.2 要求を割り当てる 7.3 組織の準備状況をアセスメントする 7.4 移行要求を定義する 7.5 ソリューションを妥当性確認する 7.6 ソリューションのパフォーマンスを評価する                                                                         |
| 第8章 基礎コンピテンシー                       | 8.1 分析的思考と問題解決 8.2 行動特性 8.3 ビジネスの知識 8.4 コミュニケーション(情報伝達)のスキル 8.5 人間関係のスキル 8.6ソフトウェアアプリケーソンの活用 |

## 資格

### CBAP
IIBAは、ビジネスアナリシスの十分な経験（10年間で7500時間以上）と知識を有する人材をCertified Business Analysis Professional(CBAP)として認定しており、2010年6月時点において2015年10月時点において世界で約5,800名、日本では94名が認定されている。

### CCBA
また、CBAPの半分の経験（過去7年以内に3750時間以上）でも認定されるCertification of Competency in Business Analysis(CCBA)という中間的な資格認定もあり、こちらは同じく世界で約800名、日本では88名が認定されている。

この資格を維持するためには、Continuous Development Unit(CDU)と呼ばれる学習ポイントを3年毎に60ポイント獲得する必要がある。

### ECBA
初心者向けに、Entry Certificate in Business Analysis(ECBA)という入門資格が日本語で実施されている。

## 認定教育機関
IIBAは、CDUを発行できる教育機関を認定しており、これをEndorsed Education Provider(EEP)という。日本国内では、2015年11月末時点で13社ほどのEEPがある。